# Eugene Foss

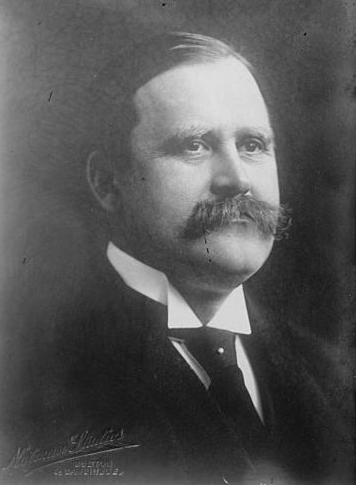
Eugene Foss

Eugene Noble Foss (* 24. September 1858 in St. Albans, Vermont; † 13. September 1939 in Boston, Massachusetts) war ein US-amerikanischer Politiker und von 1911 bis 1914 Gouverneur des Bundesstaates Massachusetts. Zwischen 1910 und 1911 vertrat er seinen Staat im US-Repräsentantenhaus.

## Frühe Jahre und politischer Aufstieg
Eugene Foss besuchte die Franklin County Academy und anschließend die University of Vermont, an der er aber keinen Abschluss machte. Auch ein anschließendes Jurastudium brach er ab, um eine Laufbahn im Handelsgeschäft zu beginnen. Zunächst war er als Handelsvertreter einer Firma tätig. Später wurde er Leiter der Eisen- und Stahlfirma seines Schwiegervaters. Ab 1882 war er in Boston ansässig. Politisch wurde er zunächst Mitglied der Republikanischen Partei. Im Juni 1904 war er Delegierter zur Republican National Convention in Chicago, auf der Präsident Theodore Roosevelt für eine weitere Amtszeit nominiert wurde. Foss wechselte dann zu den Demokraten, für die er 1909 erfolglos für das Amt des Vizegouverneurs von Massachusetts kandidierte.

## Kongressabgeordneter und Gouverneur

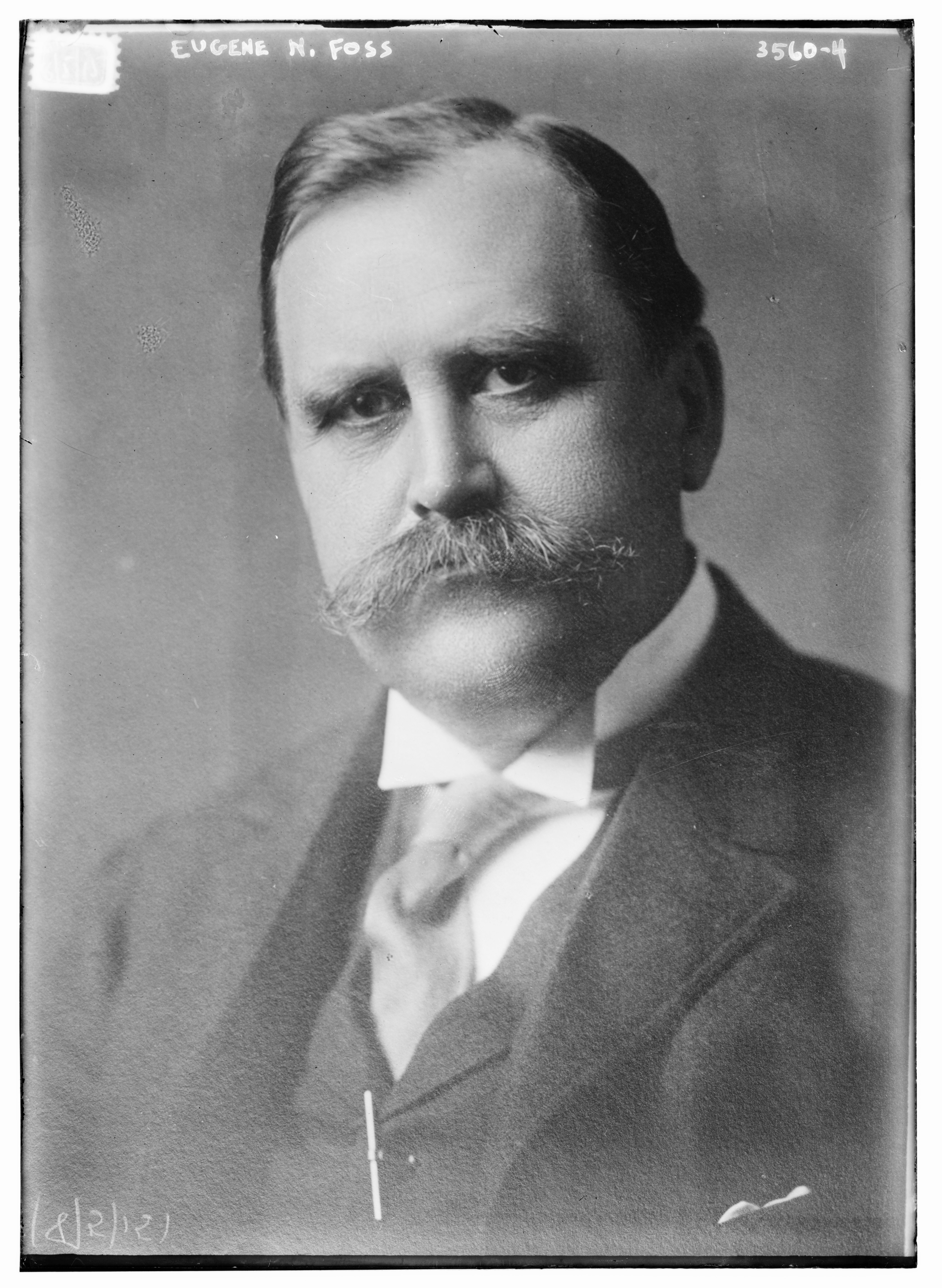
Eugene Foss (1915)

Nach dem Tod des Abgeordneten William C. Lovering wurde Foss als dessen Nachfolger in den Kongress gewählt. Dieses Amt übte er zwischen dem 22. März 1910 und dem 4. Januar 1911 aus. An diesem Tag legte er sein Mandat nieder, um sein neues Amt als Gouverneur von Massachusetts anzutreten. In dieses war er am 8. November 1910 mit 52:44 Prozent der Stimmen gegen den republikanischen Amtsinhaber Ebenezer Sumner Draper gewählt worden. Nach einigen Wiederwahlen konnte er zwischen dem 5. Januar 1911 und dem 8. Januar 1914 als Gouverneur regieren. In dieser Zeit wurde ein Rentenplan für den öffentlichen Dienst eingeführt. Ein neues Gesetz kontrollierte die Ausgaben für Wahlkämpfe. Die Anzahl der Richter wurde erhöht und deren Besoldung verbessert. Außerdem wurde ein Entschädigungsgesetz für Arbeitsunfälle verabschiedet. Bei einem Streik in der Textilindustrie setzte der Gouverneur 1912 die Miliz gegen die Streikenden ein. Bei den Wahlen des Jahres 1913 wurde Foss von seiner Partei nicht mehr nominiert. Daraufhin kandidierte er als Unabhängiger, blieb aber bei der Wahl chancenlos.
Nach dem Ende seiner Gouverneurszeit zog sich Foss aus der Politik zurück und widmete sich wieder seinen privaten Geschäften, wozu inzwischen auch der Immobilienmarkt in Boston gehörte. In dieser Stadt ist er im September 1939 auch verstorben. Mit seiner Frau Lilla Sturdevant hatte Eugene Foss vier Kinder. Sein jüngerer Bruder George war ebenfalls Kongressabgeordneter für Massachusetts.